# آرثر دوارتي
آرثر دوارتي (بالبرتغالية: Arthur Duarte) (و. 1895 – 1982 م) هو ممثل، ومخرج سينمائي، وكاتب سيناريو، من البرتغال، ولد في لشبونة، توفي في لشبونة، عن عمر يناهز 87 عاماً.

## وصلات خارجية
- آرثر دوارتي على موقع IMDb (الإنجليزية)
- آرثر دوارتي على موقع ألو سيني (الفرنسية)
- آرثر دوارتي على موقع أول موفي (الإنجليزية)
- آرثر دوارتي على موقع قاعدة بيانات الأفلام السويدية (السويدية)
- آرثر دوارتي على موقع قاعدة بيانات الفيلم (الإنجليزية)
- آرثر دوارتي على موقع كينوبويسك (الروسية)